# 高鰭副雙邊魚
高鰭副雙邊魚為輻鰭魚綱鱸形目鱸亞目雙邊魚科的其中一個種，分布於亞洲印尼西巴布亞的Mamberamo河流域特有種，體長可達12公分，屬肉食性。